# Поленска кијавица
Поленска кијавица, полиноза позната и под називом сенске грозница или алергијски ринитис је болест узрокована алергијском реакцијом која се карактерише запаљењем слузокоже која облаже нос и грло.

## Епидемиологија
У првим деценија 21. века дошло је до значајног пораста учесталости алергијских болести на глобалном нивоу. Полинозе се јављају у епидемијским размерама, и постају све већи светски здравствени проблем. На ово свакако утичу и глобалне климатские промене; пролеће почиње раније, па су периоди цветања биљака праћени појавом огромних количина алергена у ваздуху. Аутоматски и тегобе алергичних особа трају дуже и значајно угрожавају квалитет њиховог живота.
Колико је ова болест раширена показује податак да у свету око 500 милиона људи пати од поленске којавице, од којих је чак 40 одсто деце. Код деце ово обољење представља један од најчешћих хроничних поремећаја, због чега је још у детињству правовремено лечење веома важно. Према налазима у недавној студији из САД, укупна процењена цена лечења алергијом изазване којавице у 1994. био је између 1,2 и 1,5 милијарди долара. На ове трошкове треба додати и друге трошкове (материјалне и нематеријалне) због; више од 6 милиона пропуштених радних и 2 милиона пропуштених школских дана, као и 28 милиона пропуштених дана због смањених активности. Ови подаци су свакако застарели, и данас су много израженији због све већих трошкова за набавку нових лекова и све веће распрострањености болести.

## Етиологија
Нос је први у контакту са алергенима из ваздуха јер представља филтер за спречавање продора штетних материја у дисајне путеве. Зато нос најчешће и испољава прве симптоме алергијске болести. У имунолошком процесу који се зове сензибилизација, имуни систем погрешно идентификује најчешће безопасне честице одрешених супстанци доспелих у нос, као страно и штетно тело. Имуни систем тада почиње производњу антитела против ових тих честица. При првом контату обично се ништа не дешава, али при следећем контакту са том супстанцом, антитела је препознају и покрећу имуни систем за ослобађање хемијских супстанци у крвоток, међу којима је најзначајнији хистамин. Ове хемикалије у имуном систему изазвају реакцију која доводи до знакова иритације и симптома поленска кијавице. Наиме делујући на крвне судове, глатке мишиће и жлезде, хистамин изазива запаљење слузокоже носа, што се манифестује запушеношћу или цурењем, кијањем у серији, и сврабом. Обично ове симптоме прати и свраб у грлу, очима, ушима, као и сузење и оток око очију, често са израженим подочњацима.
За разлику од прехладе поленску кијавицу не изазива вирусна инфекција иако има сличне симптоме. Њу углавном изазивају полени траве, дрвећа или корова, гриње, длаке кућних љубимаца као и буђ из спољашње средине. Примарно се јавља у пролеће када је у ваздуху висока концентрација полена.
Најчешћи узрочници
Најчешћи сезонски „окидачи” за развој поленске кијавице су: 
- Полени дрвећа, у пролеће или током лета
- Полени трава, који се стварају уобичајено у касно пролеће и лето
- Полен амброзије, с крај лета и почетком јесени
- Споре које стварају гљивица и буђ, током целе године, што може бити израженије за време топлог времена.

Када алергени код поленске кијавице прођу носну баријеру и спусте се у доње дисајне путеве, они могу да изазову запаљењске реакцију, која доводи до тежег или мање тешког напада астме.

## Патогенеза
Алергијски ринитис подразумева упалу слузокоже носа, очију, еустахијеве туба, средњег ува, синуса и ждрела. Нос је увек укључен у овај процес, док су други органи погођени само код појединаца. Запаљење слузокоже карактерише се комплексним садејством више инфламаторних медијатора, који на крају покрећу имуноглобулином Е (ИгЕ) посредоване одговоре на протеине из спољашње средине.
Тенденција да развију алергијска, или ИгЕ-посредована, реакције на спољашње алергене (протеине способне да проузрокују алергијску реакцију) има генетску компоненту. У подложних особа изложеност одређеним страним протеинима доводи до алергијских сензитизације, које се карактеришу производњом специфичних ИгЕ усмереног против тих протеина. Овај специфични ИгЕ обавија површину мастоидних ћелија, које су присутне у носној слузокожи. Када се специфичан протеин (нпр специфично зрно полена) удахне у нос, оно се може везати за ИгЕ на мастоидних ћелија, што доводи до непосредног и одложеног отпуштањем већег броја медијатора.
Фаза реакције
Посредници који се одмах ослобађају у раној фази или фази реакције укључују; хистамин, триптазу, химазе кинина и хепарин. Мастоидне ћелије брзо синтетишу и друге посреднике, укључујући леукотријен и простагландин Д2. [10, 11, 12] Ови медијатори, преко различитих интеракција, на крају доводе до симптома ринореје (назалне конгестије, кијање, свраба, црвенила, сузења, отицања, притиска у уву...). Мукозне жлезде носа су такође надражене , што доводи до повећања секрета из носа. Такође јавља се и повећана васкуларна пермеабилност (пропустљивост), са ексудацијом плазме. Промене прати и вазодилатација крвних судова, која доводи до запушења носа и пораста крвног притиска. Због стимулације сензорних нерва долази до кијања и свраба у носу. 
Како се сви ови догађаји могу јавити унутар неколико минута; ова реакција означава се као рана или непосредна, фаза реакције.
Касна фаза
Током 4-8 часова, од контакта са алергеном, створени посредници кроз сложен след узајамних догађаја, доводе до регрутовања других упалних ћелија у мукози, попут неутрофила, еозинофила, лимфоцита и макрофага. Ово резултује континуираном инфламацијом, названом одговор касном фазом. 
Симптоми одговора у касној фази су слични онима из ране фазе, али кијање, свраб и загушења и производња мукуса су мање изражене али и даље имају тенденцију да се јављају.
Касна фаза може трајати сатима или данима, а системски утицаји, укључујући замор, поспаност и малаксалости, може настати из запаљењског одговора. Ови симптоми често значајно утичу на квалитет живота болесника.

## Фактори ризика
Као фактори ризика за појаву или погоршање болести наводе се: 
- Особе које имају друге врсте алергија или нпр. астму
- Особе које су наследно предиспониране ка алергијама или астми
- Особе које живе или раде у окружењу у које се стално болесник излаже алергенима.

На већу концентрацију полена утиче и топло суво и ветровито време, а мања је када је време влажно и хладно. Треба, међутим, нагласити да је концентрација полена највећа на висини од једног метра, што значи да га највише удишу деца, па се за њих може рећи да су у повећаном ризику.

## Клиничка слика
Болест почиње нагло, а тегобе обично трају неколико недеља. Симптоми поленске кијавице који се јављају убрзо након контакта са алергеном, аманифестују се у виду:
- свраб у носу, парћен честим кијањем,
- смањен осећај мириса и укуса,
- запушен нос,
- честа и обилана секреција из носа, која настаје због надражајем слузокоже носа,
- сливање секрета из носа у грло,
- црвенила и сузења очију,
- чест осећај тежине у пределу синуса, праћен главобољом и
- уколико је дошло до тежег облика запаљења слузокоже носа, као што је то случај код хроничне иритације, може доћи до крвављења из носа.

Понекад се може јавити и повишена температура, праћена општим лошим стањем и умором, што може да умањити радну способност или отежати учење код деце.

## Дијагноза
Дијагноза алергијског ринитиса примарно се поставља на основу: анамнезе, карактеристичне клиничке слике и дијагностичких тестова. 

### Дијагностички тестови
Од тестова обавезан је кожни алергијски тест, који се по потреби допуњава другим испитивањима као што су бактериолошки и цитолошки (еозинофили) налази бриса носа и испљувка, укупни и специфични ИгЕ и функција плућа.
Неспецифична носна хиперреактивност је важна особина алергијског ринитиса, која је дефинисана као повећани носни одговор на нормалне надражаје резултујући са кијањем, носном конгестијом и / или секрецијом. 
Ређе се у рутинској дијагностици ринитиса користе провокативни тестови (углавном у истраживачке сврхе) као што су мерење отпора пролазу ваздуха кроз нос, максимални инспираторни вршни проток кроз нос и неспецифични и специфични провокативни тест алергеном на носну слузокожу.

## Терапија
Главни циљеви терапије су смањење симптома, побољшање квалитета живота и спречавање компликација. У том циљу могућности су следеће:
Мере превенције
Превентивне мере подразумевају спречавање контакта оболелог са инкримисаним алергеном, или одстрањивањем алергена из животне средине или уклањање оболелог из те средине.
Медикаментозна терапија
Овај вид лечења подразумева комбинацију лекова за сваку болест појединачно. Он није исти за сваког пацијента, јер јединствен приступ није могућ због различитих степена тежине болести, предиспонирајућих фактора, животне доби болесника, дужине трајања болести и других.
Имунотерапија
Имунотерапија се може применити у облику специфичне сублингвално вакцинације разним всртама алергена. Многобројна истраживања су показала да понављена давања ниских концентрација алергена, сличних алергенима који изазивају поленски ринитис, доводи до излечења оболелих, што је једина каузална терапија алергијских болести за сада.